# Kecamatan Malinau Barat
Kecamatan Malinau Barat (indonesiska: Malinau Barat) är ett distrikt i Indonesien.   Det ligger i provinsen Kalimantan Utara, i den norra delen av landet, 1 500 km nordost om huvudstaden Jakarta.